# Croton moonii
Espèce
Classification APG III (2009)
Croton moonii est une espèce de plantes à fleurs du genre Croton et de la famille des Euphorbiaceae présente au Sri Lanka.

## Synonymes
- Oxydectes moonii (Thwaites) Kuntze
- Croton punctatus Moon